# 응용역학
응용역학(applied mechanics), 혹은 공학역학(engineering mechanics)은 자연과학의 분과이며 역학의 실용적인 적용방식이다. 순역학(pure mechanics)은 외부 힘에 대한 물체(고체, 액체)나 물체들이 이루는 계의 반응을 묘사한다. 역학적 체계(mechanical system)의 예로는 압력이 가해지는 액체의 흐름, 작용된 힘으로 인한 고체의 균열, 소리로 인한 귀의 진동 따위가 있다. 이러한 학문분야의 종사자는 기계공이라 불린다.
응용역학은 힘의 작용에 따른 이동이나 정지가 시작되는 상태에서 물체의 행동을 설명한다. 응용역학은 물리학적 이론과 이론의 기술에의 적용 사이를 메꾼다. 응용역학은 다양한 분야의 공학, 특히 기계공학과 토목공학에서 사용되는데, 이러한 분야에서는 흔히 공업역학이라고 불린다. 상당 부분의 현대 공업 역학은 아이작 뉴턴의 운동 법칙에 기반을 두고 있지만, 이를 적용하는 오늘날의 방식은 현대 공업 역학의 아버지로 불리는 스테판 티모셴코로 거슬러 올라간다.
실용과학 분야에서 응용역학은 새로운 발상과 이론을 공식화하고 현상을 발견하고 설명하며 실험적, 전산적 도구를 개발하는 데 유용하다. 자연과학을 적용할 때, 공학은 열과 좀 더 일반적으로는 에너지를 연구하는 열역학과, 전기와 자기를 연구하는 전자기학을 통해 보완된다고 여겨진다.

## 활용
응용역학의 발전과 연구는 다양한 분야의 연구를 통해 광범위하게 적용되고 있다. 응용역학을 실용적으로 활용하는 전문분야로는 기계공학, 건설공학(en:Construction Engineering), 재료과학과 공학, 토목공학, 항공공학, 화학공학, 전기공학, 원자력공학, 구조공학, 생물공학 따위가 있다. S. Marichamy 교수는 "공학은 힘의 작용에 따라 이동하거나 정지해있는 물체에 대한 연구이다." 라고 말했다.

## 주요 주제
- 음향학
- 해석역학(영어판)
- 전산역학(영어판)
- 접촉역학(영어판)
- 연속체역학
- 동역학
- 탄성
- 실증역학(영어판)
- 피로
- 유한요소법
- 유체역학
- 파괴역학(영어판)
- 뉴턴의 역학 법칙
- 양자역학
- 재료역학
- 구조역학
- 암석역학
- 회전자동역학(영어판)
- 고체역학
- 토질역학
- 정역학
- 응력파(영어판)
- 점탄성

## 적용 분야
- 전기공학
- 토목공학
- 기계공학
- 원자력공학
- 건축공학
- 화학공학
- 석유공학

## 참고 문서
- 생체역학
- 지력학(영어판)
- 기계공
- 역학
- 물리학
- 바리논의 정리(영어판)
- 구조분석(영어판)
- 역동학(영어판)
- 운동학
- 동역학
- 정역학

## 같이 보기
- 생물역학
- 역학 (물리학)
- 물리학
- 운동학
- 정역학

## 참고 문헌
- J.P. Den Hartog, Strength of Materials, Dover, New York, 1949.
- F.P. Beer, E.R. Johnston, J.T. DeWolf, Mechanics of Materials, McGraw-Hill, New York, 1981.
- S.P. Timoshenko, History of Strength of Materials, Dover, New York, 1953.
- J.E. Gordon, The New Science of Strong Materials, Princeton, 1984.
- H. Petroski, To Engineer Is Human, St. Martins, 1985.
- T.A. McMahon and J.T. Bonner, On Size and Life, Scientific American Library, W.H. Freeman, 1983.
- M. F. Ashby, Materials Selection in Design, Pergamon, 1992.
- A.H. Cottrell, Mechanical Properties of Matter, Wiley, New York, 1964.
- S.A. Wainwright, W.D. Biggs, J.D. Organisms, Edward Arnold, 1976.
- S. Vogel, Comparative Biomechanics, Princeton, 2003.
- J. Howard, Mechanics of Motor Proteins and the Cytoskeleton, Sinauer Associates, 2001.
- J.L. Meriam, L.G. Kraige. Engineering Mechanics Volume 2: Dynamics, John Wiley & Sons., New York, 1986.
- J.L. Meriam, L.G. Kraige. Engineering Mechanics Volume 1: Statics, John Wiley & Sons., New York, 1986.